# Europapokal der Pokalsieger 1961/62
Der Europapokal der Pokalsieger 1961/62 war die zweite Ausspielung des Wettbewerbs der europäischen Fußball-Pokalsieger. Erstmals wurde der Wettbewerb von der UEFA organisiert. 23 Klubmannschaften nahmen teil, darunter der Titelverteidiger und aktuelle italienische Pokalsieger AC Florenz, weitere 19 amtierende Pokalsieger und drei unterlegene Pokalfinalisten (Leicester City, Spartak Warna und Dynamo Žilina). Ungarn entsendete mit dem Újpesti Dózsa SC erneut den Vizemeister, da es einen landesweiten Pokalwettbewerb erst wieder ab 1964 gab.
Aus Deutschland waren der DFB-Pokalsieger Werder Bremen, aus der DDR der FDGB-Pokalsieger SC Motor Jena, aus Österreich der ÖFB-Cupsieger SK Rapid Wien und aus der Schweiz der FC La Chaux-de-Fonds am Start.
Da das erste Finalspiel am 10. Mai 1962 im Hampden Park von Glasgow 1:1 endete und durch die bevorstehende Weltmeisterschaft keine Möglichkeit für ein zeitnahes Wiederholungsspiel bestand, wurde der Sieger erst vier Monate später bestimmt. Im Stuttgarter Neckarstadion setzte sich Atlético Madrid am 5. September gegen den Titelverteidiger AC Florenz mit 3:0 durch.

## Modus
Die Teilnehmer spielten wie im Vorjahr im reinen Pokalmodus mit Hin- und Rückspielen den Sieger aus. Bei Torgleichstand nach Verlängerung im Rückspiel wäre es zu einem Entscheidungsspiel auf neutralem Platz gekommen. Die Auswärtstorregel galt noch nicht. Das Finale wurde ab dieser Saison in einem Spiel auf neutralem Platz entschieden. Allerdings wurde hier bei unentschiedenem Spielstand nach Verlängerung ein Wiederholungsspiel angesetzt, da ein Elfmeterschießen noch nicht vorgesehen war.

## 1. Runde
Die Hinspiele fanden vom 7. September bis 16. Oktober, die Rückspiele vom 27. September bis 18. Oktober 1961 statt.
|                      | Gesamt |                       | Hinspiel | Rückspiel |
| -------------------- | ------ | --------------------- | -------- | --------- |
| FC La Chaux-de-Fonds | 6:7    | Leixões SC            | 6:2      | 0:5       |
| Dunfermline Athletic | 8:1    | St Patrick’s Athletic | 4:1      | 4:0       |
| Rapid Wien           | 5:2    | Spartak Warna         | 0:0      | 5:2       |
| Glenavon FC          | 2:7    | Leicester City        | 1:4      | 1:3       |
| UA Sedan-Torcy       | 3:7    | Atlético Madrid       | 2:3      | 1:4       |
| FC Floriana          | 04:15  | Újpesti Dózsa SC      | 2:5      | 02:10     |
| Swansea Town         | 3:7    | SC Motor Jena         | 2:2 1    | 1:5       |

## 2. Runde
Die Hinspiele fanden vom 25. Oktober bis 17. Dezember, die Rückspiele vom 1. November bis 19. Dezember 1961 statt.
|                      | Gesamt |                       | Hinspiel | Rückspiel |
| -------------------- | ------ | --------------------- | -------- | --------- |
| AC Florenz           | 9:3    | Rapid Wien            | 3:1      | 6:2       |
| Werder Bremen        | 5:2    | Aarhus GF             | 2:0      | 3:2       |
| Dunfermline Athletic | 5:2    | Vardar Skopje         | 5:0      | 0:2       |
| Leicester City       | 1:3    | Atlético Madrid       | 1:1      | 0:2       |
| Ajax Amsterdam       | 3:4    | Újpesti Dózsa SC      | 2:1      | 1:3       |
| Olympiakos Piräus    | 2:4    | Dynamo Žilina         | 2:3      | 0:1       |
| Leixões SC           | 2:1    | FC Progresul Bukarest | 1:1      | 1:0       |
| SC Motor Jena        | 9:2    | Alliance Düdelingen   | 7:0      | 2:2 1     |

## Viertelfinale
Die Hinspiele fanden am 17. Januar und 13./21./22. Februar, die Rückspiele am 28./20./27. und 25. Februar 1962 statt.
|                  | Gesamt |                      | Hinspiel | Rückspiel |
| ---------------- | ------ | -------------------- | -------- | --------- |
| Werder Bremen    | 2:4    | Atlético Madrid      | 1:1      | 1:3       |
| Újpesti Dózsa SC | 5:3    | Dunfermline Athletic | 4:3      | 1:0       |
| Dynamo Žilina    | 3:4    | AC Florenz           | 3:2      | 0:2       |
| SC Motor Jena    | 4:2    | Leixões SC           | 1:1      | 3:1 1     |

## Halbfinale
Die Hinspiele fanden am 21./28. März, die Rückspiele am 11. April 1962 statt.
|               | Gesamt |                  | Hinspiel | Rückspiel |
| ------------- | ------ | ---------------- | -------- | --------- |
| AC Florenz    | 3:0    | Újpesti Dózsa SC | 2:0      | 1:0       |
| SC Motor Jena | 0:5    | Atlético Madrid  | 0:1      | 0:4 1     |

## Finale
| Atlético Madrid                            | Atlético Madrid | AC Florenz | AC Florenz |
| ------------------------------------------ | --- | --- | ---------- |
| Atlético Madrid                            | \| 10. Mai 1962 in Glasgow (Hampden Park) \| \| Ergebnis: 1:1 n. V. (1:1, 1:1) \| \| Zuschauer: 27.000 \| \| Schiedsrichter: Tiny Wharton ( Schottland) \|                                            | \| 10. Mai 1962 in Glasgow (Hampden Park) \| \| Ergebnis: 1:1 n. V. (1:1, 1:1) \| \| Zuschauer: 27.000 \| \| Schiedsrichter: Tiny Wharton ( Schottland) \|                                                                          | AC Florenz |
| Atlético Madrid                            | Edgardo Madinabeytia – Feliciano Rivilla, Isacio Calleja, Ramiro – Chuzo, Jesús Glaría – Miguel Jones, Adelardo Rodríguez, Jorge Mendonça, Joaquín Peiró, Enrique Collar Cheftrainer: José Villalonga | Giuliano Sarti – Alberto Orzan , Sergio Castelletti – Amilcaro Ferretti, Piero Gonfiantini, Claudio Rimbaldo – Kurt Hamrin, Can Bartu, Aurelio Milani, Lucio Dell’Angelo, Gianfranco Petris Cheftrainer: Nándor Hidegkuti ( Ungarn) | AC Florenz |
| Atlético Madrid                            | 1:0 Joaquín Peiró (11.) | 1:1 Kurt Hamrin (27.) | AC Florenz |
| 10. Mai 1962 in Glasgow (Hampden Park)     | | |            |
| Ergebnis: 1:1 n. V. (1:1, 1:1)             | | |            |
| Zuschauer: 27.000                          | | |            |
| Schiedsrichter: Tiny Wharton ( Schottland) | | |            |

### Wiederholungsspiel
| Atlético Madrid                                    | Atlético Madrid | AC Florenz | AC Florenz |
| -------------------------------------------------- | --- | --- | ---------- |
| Atlético Madrid                                    | \| 5. September 1962 in Stuttgart (Neckarstadion) \| \| Ergebnis: 3:0 (2:0) \| \| Zuschauer: 38.000 \| \| Schiedsrichter: Kurt Tschenscher ( BR Deutschland) \|                                              | \| 5. September 1962 in Stuttgart (Neckarstadion) \| \| Ergebnis: 3:0 (2:0) \| \| Zuschauer: 38.000 \| \| Schiedsrichter: Kurt Tschenscher ( BR Deutschland) \|                                                                        | AC Florenz |
| Atlético Madrid                                    | Edgardo Madinabeytia – Feliciano Rivilla, Isacio Calleja, Ramiro – Jorge Griffa, Jesús Glaría – Miguel Jones, Adelardo Rodríguez, Jorge Mendonça, Joaquín Peiró, Enrique Collar Cheftrainer: José Villalonga | Enrico Albertosi – Vincenzo Robotti, Sergio Castelletti – Alberto Orzan , Saul Malatrasi, Rino Marchesi – Kurt Hamrin, Amilcaro Ferretti, Aurelio Milani, Lucio Dell’Angelo, Gianfranco Petris Cheftrainer: Nándor Hidegkuti ( Ungarn) | AC Florenz |
| Atlético Madrid                                    | 1:0 Miguel Jones (8.) 2:0 Jorge Mendonça (27.) 3:0 Joaquín Peiró (59.) | | AC Florenz |
| 5. September 1962 in Stuttgart (Neckarstadion)     | | |            |
| Ergebnis: 3:0 (2:0)                                | | |            |
| Zuschauer: 38.000                                  | | |            |
| Schiedsrichter: Kurt Tschenscher ( BR Deutschland) | | |            |